# Coppa di Francia 2011 (ciclismo)
La Coppa di Francia di ciclismo 2011, ventesima edizione della competizione, si svolse dal 30 gennaio al 2 ottobre 2011, in 15 eventi tutti facenti parte del circuito UCI Europe Tour 2011 categoria 1.1. Fu vinta dal francese Tony Gallopin della Cofidis, mentre il miglior team fu FDJ.

## Calendario
| Corsa | Data         | Evento                                        | Vincitore         | Squadra          | Leader della classifica |
| ----- | ------------ | --------------------------------------------- | ----------------- | ---------------- | ----------------------- |
| 1     | 30 gennaio   | Grand Prix d'Ouverture La Marseillaise (2011) | Jérémy Roy        | FDJ              | Jérémy Roy              |
| 2     | 20 marzo     | Cholet-Pays de Loire (2011)                   | Thomas Voeckler   | Team Europcar    | Jérémy Roy              |
| 3     | 3 aprile     | Flèche d'Emeraude (2011)                      | Tony Gallopin     | Cofidis          | Tony Gallopin           |
| 4     | 12 aprile    | Parigi-Camembert (2011)                       | Sandy Casar       | FDJ              | Tony Gallopin           |
| 5     | 14 aprile    | Grand Prix de Denain (2011)                   | Jimmy Casper      | Saur-Sojasun     | Tony Gallopin           |
| 6     | 16 aprile    | Tour du Finistère (2011)                      | Romain Feillu     | Vacansoleil-DCM  | Romain Feillu           |
| 7     | 17 aprile    | Tro-Bro Léon (2011)                           | Vincent Jérôme    | Team Europcar    | Romain Feillu           |
| 8     | 1º maggio    | Trophée des Grimpeurs                         | Annullato         | Annullato        | Romain Feillu           |
| 9     | 28 maggio    | Grand Prix de Plumelec-Morbihan (2011)        | Sylvain Georges   | BigMat-Auber 93  | Romain Feillu           |
| 10    | 29 maggio    | Boucles de l'Aulne (2011)                     | Martijn Keizer    | Vacansoleil-DCM  | Romain Feillu           |
| 11    | 31 luglio    | La Poly Normande (2011)                       | Anthony Delaplace | Saur-Sojasun     | Tony Gallopin           |
| 12    | 21 agosto    | Châteauroux Classic de l'Indre (2011)         | Anthony Ravard    | AG2R La Mondiale | Tony Gallopin           |
| 13    | 4 settembre  | Tour du Doubs (2011)                          | Arthur Vichot     | FDJ              | Tony Gallopin           |
| 14    | 18 settembre | Grand Prix d'Isbergues (2011)                 | Jonas Jørgensen   | Saxo Bank        | Tony Gallopin           |
| 15    | 2 ottobre    | Tour de Vendée (2011)                         | Marco Marcato     | Vacansoleil-DCM  | Tony Gallopin           |

## Classifiche
| Pos. | Corridore         | Squadra       | Punti |
| ---- | ----------------- | ------------- | ----- |
| 1    | Tony Gallopin     | Cofidis       | 139   |
| 2    | Romain Feillu     | Vacansoleil   | 124   |
| 3    | Sylvain Georges   | BigMat        | 93    |
| 4    | Anthony Delaplace | Saur-Sojasun  | 90    |
| 5    | Romain Hardy      | Bretagne      | 90    |
| 6    | Sandy Casar       | FDJ           | 75    |
| 7    | Thomas Voeckler   | Team Europcar | 70    |
| 8    | Arthur Vichot     | FDJ           | 68    |
| 9    | Anthony Ravard    | AG2R La Mond. | 65    |
| 10   | Julien El Fares   | Cofidis       | 61    |

| Pos. | Squadra                 | Punti |
| ---- | ----------------------- | ----- |
| 1    | FDJ                     | 114   |
| 2    | Saur-Sojasun            | 104   |
| 3    | Bretagne-Schuller       | 104   |
| 4    | Europcar                | 101   |
| 5    | Cofidis                 | 81    |
| 6    | BigMat-Auber 93         | 78    |
| 7    | AG2R La Mondiale        | 68    |
| 8    | Roubaix-Lille Métropole | 54    |